# Římskokatolická farnost Stebno u Ústí nad Labem
Římskokatolická farnost Stebno u Ústí nad Labem (lat. Stebna) je církevní správní jednotka sdružující římské katolíky na území obce Stebno a v jejím okolí. Organizačně spadá do ústeckého vikariátu, který je jedním z 10 vikariátů litoměřické diecéze.

## Historie farnosti
Již v roce 1384 byla ve farní lokalitě plebánie. Matriky jsou vedeny od roku 1663. Od roku 1787 zde byla lokálie a od roku 1838 expositura. Fara byla kanonicky obnovena v roce 1850.

### Duchovní správcové vedoucí farnost
Začátek působnosti jmenovaného v duchovní správě farnosti od:
- Franco † 1360
- 1360 Hendricus z Týna
- 2.9.1393 Petrus
- 1787 cap. loc. Jos. Krebs
- 1795 cap. loc. Jos. Hauska
- 1806 cap. loc. Ioan. Franz
- 1817 cap. loc. Jos. Kahl, n. 10.8.1783 Lípa, o. 23.4.1808, † 26.6.1821
- 1821 cap. loc. vacat
- 1821 cap. loc. Jos. Philipp, n. 13.10.1787 Chlumec, o. 2.6.1810
- 1839 cap.exp. vacat, admin. interim. Eduard. Heinrich
- 1840 cap.exp. Eduard. Heinrich, n. 13.1.1809 Krupka, o. 28.8.1832
- 1850 cap.exp. Car. Hirsche, n. 6.8.1814 Braunav. o. 20.8.1837
- 1851 proto- par. (prvo-farář) Car. Hirsche, n. 6.8.1814 Braunav. o. 20.8.1837
- 1857 par. vacat, adm. interim. Wenc. Kühnel
- 1858 Wenc. Kühnel, n. 24.4.1824 Žalhostice, o. 4.7.1848, † 24.8.1886
- 1886 Jos. Linke, n. 23.9.1830 Lípa, o. 25.7.1854, † 4.6.1888
- 1887 par. vacat, admin. int. Steph. Váňa
- 1889 Adalb. Schneider, n. 30.3.1859 Strakonice, o. 11.5.1884, † 20.9.1920
- 1921 par. vacat admin. interc. Joan. Schreier
- 1922 Gerard. Gerkens, n. 23.5.1885 Schrrendorf (D), o. 14.7.1912, † 4.11.1943
- 1.4.1929 Friedr. Kostial, n. 9.1.1890 Hennersdorf, o. 13.7.1913
- 18.10.1946 Anton. Chramosta
- 24.1.1947 Franc. Ulrich
  - Bohumil Skácel
- 19.1.1954 Vlastimil Punčochář
- 1.3.1955 František Appl
- 19.3.1959 František Kolář
- 1.8.1961 Benno Rössler, admin. exc.
- 15.3.1965 + Karel Otčenášek
- 1.5.1968 Josef Pynta
- 17.10.1968 Vojtěch Fuglík
- 15.10.1973 + Karel Otčenášek
- 1.2.1990 Jan Bečvář
- 1.10.1990 Karel Valentin Laburda
- 1.1.1993 Antonín Sporer
- 1.7.1999 Pavel Jančík
- 1.7.2001 Jiří Voleský, admin. exc. z Trmic
- 15.7.2025 Pavel Ajchler, admin. exc. z Trmic[3]

Kromě kněží stojících v čele farnosti, působili ve farnosti v průběhu její historie i jiní kněží. Většinou pracovali jako farní vikáři, kaplani, katecheté, výpomocní duchovní aj.

## Území farnosti
Do farnosti náleží území těchto obcí:
- Stebno (Stoben[p 2])
- Dubice (Dubitz[p 2])
- Chvalov (Qualen[p 2])
- Milbohov (Elbogen[p 2])
- Moravany (Morowan[p 2])
- Podlešín (Padloschin[p 2])
- Suchá (Suchey[p 2])

## Římskokatolické sakrální stavby a místa kultu na území farnosti
| | Fotografie | Stavba                   | Místo    | Bohoslužby                      | Zeměpisné souřadnice             | Status          | Číslo kulturní památky                       |
| Kostely | Kostely    | Kostely                  | Kostely  | Kostely                         | Kostely                          | Kostely         | Kostely                                      |
| --- | ---------- | ------------------------ | -------- | ------------------------------- | -------------------------------- | --------------- | -------------------------------------------- |
| 1. |            | Kostel sv. Šimona a Judy | Stebno   | bližší informace o bohoslužbách | 50°36′55″ s. š., 14°1′2″ v. d.   | farní kostel    | 44109/5-5503 (Pk•MIS•Sez•Obr•WD) (Q24352694) |
| 2. |            | Kostel sv. Barbory       | Dubice   | bližší informace o bohoslužbách | 50°35′24″ s. š., 14°1′21″ v. d.  | filiální kostel | 42606/5-165 (Pk•MIS•Sez•Obr•WD) (Q20057666)  |
| Kaple |            |                          |          |                                 |                                  |                 |                                              |
| 3. |            | Kaple sv. Prokopa        | Chvalov  | bližší informace o bohoslužbách | 50°36′9″ s. š., 14°3′28″ v. d.   | kaple           | —                                            |
| 4. |            | Kaple sv. Jana a Pavla   | Podlešín | bližší informace o bohoslužbách | 50°37′21″ s. š., 14°2′8″ v. d.   | kaple           | —                                            |
| 5. |            | Kaple sv. Floriána       | Suchá    | bližší informace o bohoslužbách | 50°36′43″ s. š., 13°59′59″ v. d. | kaple           | —                                            |
| Některé drobné sakrální stavby a pamětihodnosti lze dohledat zde v databázi Drobné sakrální památky Zaniklé sakrální stavby lze dohledat zde v databázi Poškozené a zničené kostely, kaple a synagogy v České republice |            |                          |          |                                 |                                  |                 |                                              |

Ve farnosti se mohou nacházet i další drobné sakrální stavby, místa římskokatolického kultu a pamětihodnosti, které neobsahuje tato tabulka.

## Příslušnost k farnímu obvodu
Z důvodu efektivity duchovní správy byl vytvořen farní obvod (kolatura) farnosti Trmice, jehož součástí je i farnost Stebno u Ústí nad Labem, která je tak spravována excurrendo.

## Galerie

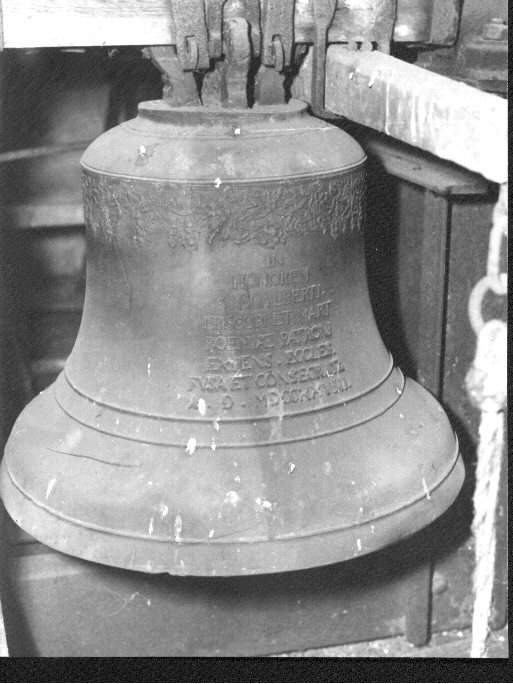
Zvon v kostele ve Stebně z roku 1728
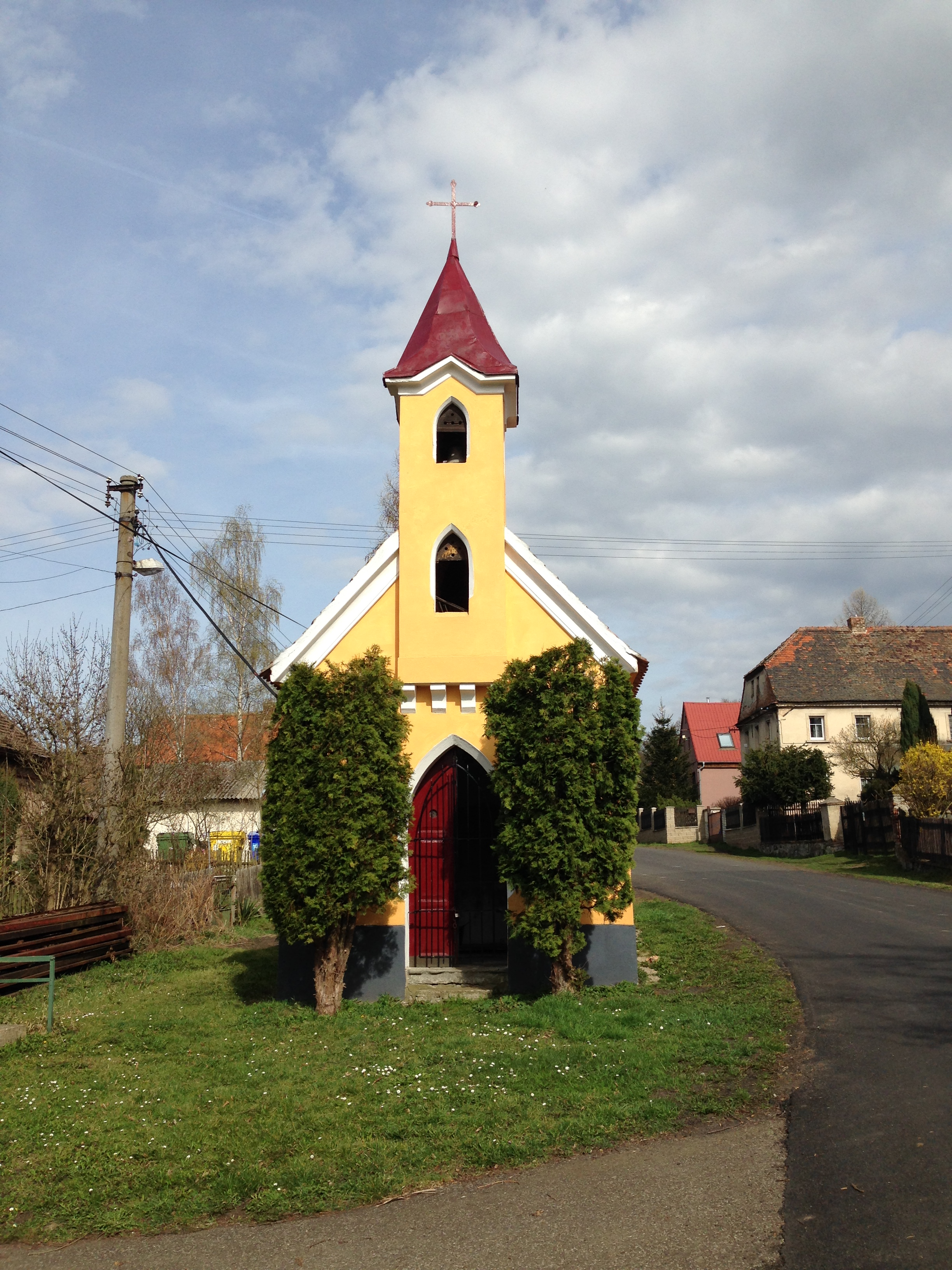
Kaple sv. Floriána v Suché